# Lorenzo Serres
Pour les articles homonymes, voir Serres.
Lorenzo Serres, né le 28 mai 1998, est un coureur cycliste français, spécialiste de VTT et notamment du cross-country eliminator.
En 2023, il décroche son premier titre de champion de France de VTT de cross-country eliminator.

## Biographie
Lorenzo Serres grandit dans le sud de la France dans le petit village de Sauve. En 2021, il intègre l'équipe continentale Cambodia, avec laquelle il ne participe qu'à quatre jours de course sur route dont les championnats de France. 
En 2023, il remporte son premier titre majeur, celui de Champion de France VTT en Cross-country Eliminator (XCE).

## Palmarès en VTT

### Championnats du monde
- Chengdu 2017
  -  Médaillé de bronze du cross-country eliminator
- Chengdu 2018
  -  Médaillé de bronze du cross-country eliminator
- Waregem 2019
  - 6e du cross-country eliminator
- Louvain 2020
  - 4e du cross-country eliminator
- Palangkaraya 2023
  -  Médaillé d'argent du cross-country eliminator

### Coupe du monde
- Coupe du monde de cross-country eliminator
  - 2017 : 2e du classement général, vainqueur d'une manche
  - 2018 : 3e du classement général, vainqueur d'une manche
  - 2021 : 4e du classement général, vainqueur d'une manche
  - 2022 : 13e du classement général
  - 2023 : 3e du classement général
  - 2024 : 2e du classement général, vainqueur d'une manche

### Championnats d'Europe
- Graz-Stattegg 2018
  -  Médaillé d'argent du cross-country eliminator
- Brno 2019
  -  Médaillé de bronze du cross-country eliminator
- Novi Sad 2021
  -  Médaillé d'argent du cross-country eliminator

### Championnats de France
- 2018
  - 3e du cross-country eliminator
- 2021
  - 2e du cross-country eliminator
- 2023
  -  Champion de France de cross-country eliminator
- 2024
  - 2e du cross-country eliminator
- 2025
  - 3e du cross-country eliminator